# Róża fenicka
Róża fenicka (Rosa phoenicia Boiss.) – gatunek krzewu należący do rodziny różowatych. Występuje w Grecji i Izraelu.

## Morfologia i ekologia
Krzew o wysokości do 3 m. Pędy pokryte ma hakowatymi kolcami. Liście pierzaste, złożone z 5 listków o ostro piłkowanych brzegach. Kwiaty różowe, pięcopłatkowe. Preferuje miejsca wilgotne, najczęściej rośnie nad brzegami rzek.

## Odniesienia do Biblii
Zdaniem znawców roślin biblijnych róża fenicka i róża dzika wymienione są w Biblii, chociaż bez rozróżnienia gatunku. Nie zawsze jednak pod nazwą róża kryją się róże, czasami jako róże określane są również takie gatunki roślin, jak oleander pospolity, narcyz wielokwiatowy lub tulipan górski. Niewątpliwie jednak jeden z tych dwu gatunków róż jest wymieniony w Księdze Mądrości (2,8). Świadczy o tym nie tylko fakt, że te dwa gatunki róż są w Izraelu pospolite, ale także kontekst wydarzeń w cytowanym fragmencie Biblii: skądinąd wiemy, że istniał wówczas zwyczaj zakładania przez biesiadników wieńców z róż podczas uczt.